# Cryptotendipes daitogeheus
Cryptotendipes daitogeheus är en tvåvingeart som beskrevs av Sasa och Suzuki 2001. Cryptotendipes daitogeheus ingår i släktet Cryptotendipes och familjen fjädermyggor. Inga underarter finns listade i Catalogue of Life.